# Jerzu
Jerzu település Olaszországban, Szardínia régióban, Ogliastra megyében. Lakosainak száma 3000 fő (2023. január 1.). Jerzu Arzana, Gairo, Osini, Ulassai, Cardedu, Lanusei, Tertenia és Villaputzu községekkel határos.

## Népesség
A település lakossága az elmúlt években az alábbi módon változott:
| Lakosok száma | 3166 | 3177 | 3000 |
|               | 2017 | 2018 | 2023 |